# Ramp met de UK-174
De ramp met de UK-174 'Hendrika' vond plaats in de nacht van 6 op 7 oktober 1954.

## Vermissing
De motorkotter voer in de nacht van 6 op 7 oktober in een zware najaarsstorm. De eigenaar van het schip, Hendrik Kapitein (9 maart 1902 - 13 oktober 1969) was wegens ziekte niet aan boord. Zijn plaats was ingenomen door zijn neef en naamgenoot Hendrik Kapitein (37). Verder waren zijn zoons Rijkent (25), Cornelis (20) en Hendrik jr (15) en als vijfde bemanningslid Cornelis Korf (19) aan boord.
Wat er die nacht precies is gebeurd is niet bekend, maar vermoed wordt dat de kotter door de hoge golven en harde wind is gekapseisd en gezonken. Op Terschelling spoelde een reddingsvest van de UK-174 aan, maar verder werd van de kotter en zijn bemanning lange tijd niets terug gevonden. Op 16 november 1954 werd de registratie van het schip doorgehaald, omdat het "tijdens storm van 6 op 7 October 1954 met man en muis [was] vergaan."

## Misidentificatie
In de zomer van 2023 daalde een duikteam af ten noorden van Schiermonnikoog, in de hoop daar het wrak van de WR 6 te vinden die in 1967 verdween was verdwenen. Al snel werd duidelijk dat het hier niet om de gezochte kotter ging, maar bij bestudering van het duikverslag vermoedde het team dat het de UK-174 zou kunnen zijn. Nadere bestudering van het wrak toonde veel overeenkomsten met de UK-174, maar ook verschillen. Uiteindelijk bleek het om de HD-108 te gaan, die in juli 1945 door een mijnexplosie was vergaan.

## Vondst
In 2025 deed historicus Cees Meeldijk, voorzitter van de Stichting Onderzoek Maritieme Vermisten, onderzoek naar het lot van de UK-174. In  archieven van Rijkswaterstaat werd een wrak gevonden dat sterke overeenkomsten vertoonde met een foto van de Hendrika.  Weerkaarten uit 1954 en gesprekken met oud-vissers versterkte het vermoeden dat het hier om de UK-174 ging.
Op 14 augustus daalde een duikteam ten noorden van Terschelling af om zekerheid te krijgen. Ondanks dat het schip diep in het zand lag, bleek het toch mogelijk tot een positieve identificatie te komen. De naamplaat van de kotter werd niet gevonden, maar er waren voldoende kenmerken aanwezig om er zeker van te zijn dat het hier echt om de Hendrika ging.
Het wrak zal waarschijnlijk niet worden gelicht, omdat het te te oud en te vergaan is. Daarmee krijgt het wrak de status van zeemansgraf.